# 산조르조아크레마노
산조르조아크레마노(이탈리아어: San Giorgio a Cremano)는 이탈리아 캄파니아주 나폴리현에 위치한 코무네다.